# Argyropelecus hemigymnus
L'ascia d'argento o pesce ascia o pesce accetta (Argyropelecus hemigymnus) è un pesce abissale della famiglia Sternoptychidae.

## Distribuzione e habitat
Questo pesce è diffuso nell'Oceano Atlantico e nel mar Mediterraneo, mar Adriatico compreso.

Vive a grandi profondità, fino a 3000 m ed ha abitudini pelagiche. Compie migrazioni a profondità inferiori durante la notte.

## Descrizione
Ha una sagoma assolutamente inconfondibile, alta e pressoché trapezoidale la parte anteriore, con una spina acuta su entrambi gli "spigoli" nella parte inferiore e molto più sottile nel segmento caudale. Gli occhi sono molto grandi, telescopici e rivolti verso l'alto. La bocca è molto grande, dorsale. La pinna dorsale, breve, è preceduta da alcune spine e seguita da una pinna adiposa lunga e stretta. Le pinne pettorali sono lunghe e inserite in basso. La pinna caudale è grande e forcuta. I fotofori sono grandi, in numero di 35, disposti lungo il profilo ventrale del corpo e suddivisi in sei gruppi.

Il colore dell'animale è argenteo, molto lucente. La luce emessa dai fotofori è rosea.

Misura fino a 6 cm di lunghezza.

## Alimentazione
Si ciba soprattutto di crostacei planctonici.

## Riproduzione
Si riproduce tutto l'anno, con un massimo in primavera, le uova sono galleggianti e se ne schiude una larva che assume l'aspetto tipico dell'adulto a circa 7 mm di lunghezza.

## Biologia
Come molti altri pesci abissali questa specie si può trovare spiaggiata sulle coste dello Stretto di Messina. Questi spiaggiamenti permisero nel XIX secolo di studiare la fauna abissale quando ancora non erano possibili le spedizioni oceanografiche.